# Stradivari Viotti, ex-Bruce
Lo Stradivari Viotti, ex Bruce è un antico violino costruito nel 1709 dal famoso liutaio italiano Antonio Stradivari (1644–1737) di Cremona. È uno dei circa 700 strumenti Stradivari esistenti al mondo.

## Proprietari
Il violino prende il nome dal suo primo proprietario noto, il violinista Giovanni Battista Viotti, che si dice che l'abbia ricevuto come segno d'amore da Caterina la Grande. Si pensa che Viotti abbia commissionato la costruzione di almeno una replica di questo violino. Tra i proprietari successivi figurano Mr. Menessier, 1824; Sig. Brochant de Villiers; Sig. Meunié, 1860; Jean-Baptiste Vuillaume; Pierre Silvestre, a nome di William E. Hill & Sons, 1897; Baron Knoop, 1897; Sig. R. C. Baker, 1905; Lewis Bruce; e J. F. L. Bruce, del quale pure prende il nome.

## Storia e descrizione
Lo Stradivari Viotti, ex Bruce, considerato in ottime condizioni e privo dell'usura e delle riparazioni dimostrate da molti altri strumenti del periodo, è stato acquistato per ultimo dalla Royal Academy of Music, per GB£3,5 milioni nel settembre 2005. Anche la sua provenienza fu un fattore importante nella valutazione del violino. Il finanziamento fu concesso dal Governo del Regno Unito al posto della tassa sulle successioni e dal National Art Collections Fund, dal National Heritage Memorial Fund e da molti donatori privati.
Lo strumento deve essere esposto nel York Gate Collections, il museo e il centro di ricerca gratuiti dell'Accademia. Il Viotti ex Bruce deve essere ascoltato e visto: lo strumento deve essere suonato con parsimonia, in circostanze molto controllate, in occasione di eventi di ricerca e altrove in spettacoli occasionali.
Come uno dei più grandi violinisti virtuosi dei suoi tempi, Viotti fu molto influente nel campo della tecnica strumentale. La sua difesa dei violini di Stradivari è stata anche la chiave per il riconoscimento del loro creatore come il più importante di tutti i liutai.
Viotti possedeva due violini Stradivari del 1709. L'altro strumento, che fu successivamente di proprietà di Marie Hall, è ora di proprietà della Collezione Chi-Mei. Possedeva anche un violino Stradivari del 1712, che divenne parte della Collezione Henry Hottinger. Dal 1965 è di proprietà di Isaac Hurwitz. Vedi Elenco di strumenti Stradivari.